# Лаас, Эндель Эдуардович
Эндель Эдуардович Лаас (эст. Endel Laas; 29 августа 1915 — 1 ноября 2009) — советский и эстонский биолог, кандидат биологических наук, декан факультета лесного хозяйства Тартуского государственного университета. Почётный гражданин Тарту.

## Биография
Родился 29 августа 1915 года в Тарту, девятый ребёнок в семье. Его отец был ямщиком, затем прислуживал в чайном доме и владел рестораном. Провёл детство в поместье Кивссенталь, с 1930 года жил в Тарту. Окончил 4-ю начальную школу в 1926 году, учился с 1930 по 1935 годы в Тартуской мужской гимназии. Проходил службу в батальоне Куперьянова и учился в военной школе Тонди. Окончил отделение лесного хозяйства Тартуского университета cum laude, с 1940 по 1941 годы работал лесоводом к востоку от реки Нарва.
Участник Великой Отечественной войны.
После войны преподавал в Тартуском университете, с 1951 года работал в Эстонской академии сельского хозяйства. С 1976 года — профессор. В 1960—1985 годах — декан факультета лесного хозяйства и восстановления земли в Тартуском государственном университете. В 1990 году основал студенческое общество «Лиивика».
Кавалер Ордена Белой звезды III класса (1999), заслуженный лесовод Эстонской ССР (1976) и почётный гражданин Тарту (2005). Скончался 1 ноября 2009 года. Сын Энделя Лааса, Эйно-Эндель (род. 4 июля 1942) также занимается научной деятельностью и преподаёт в Эстонском университете естественных наук, кавалер Ордена Белой звезды V класса (2016).